# Vrh pri Hinjah
Vrh pri Hinjah je naselje u slovenskoj Općini Žužemberku. Vrh pri Hinjah se nalazi u pokrajini Dolenjskoj i statističkoj regiji Jugoistočnoj Sloveniji. 

## Stanovništvo
Prema popisu stanovništva iz 2002. godine naselje je imalo 49 stanovnika.